# Sankt Lars vattentorn

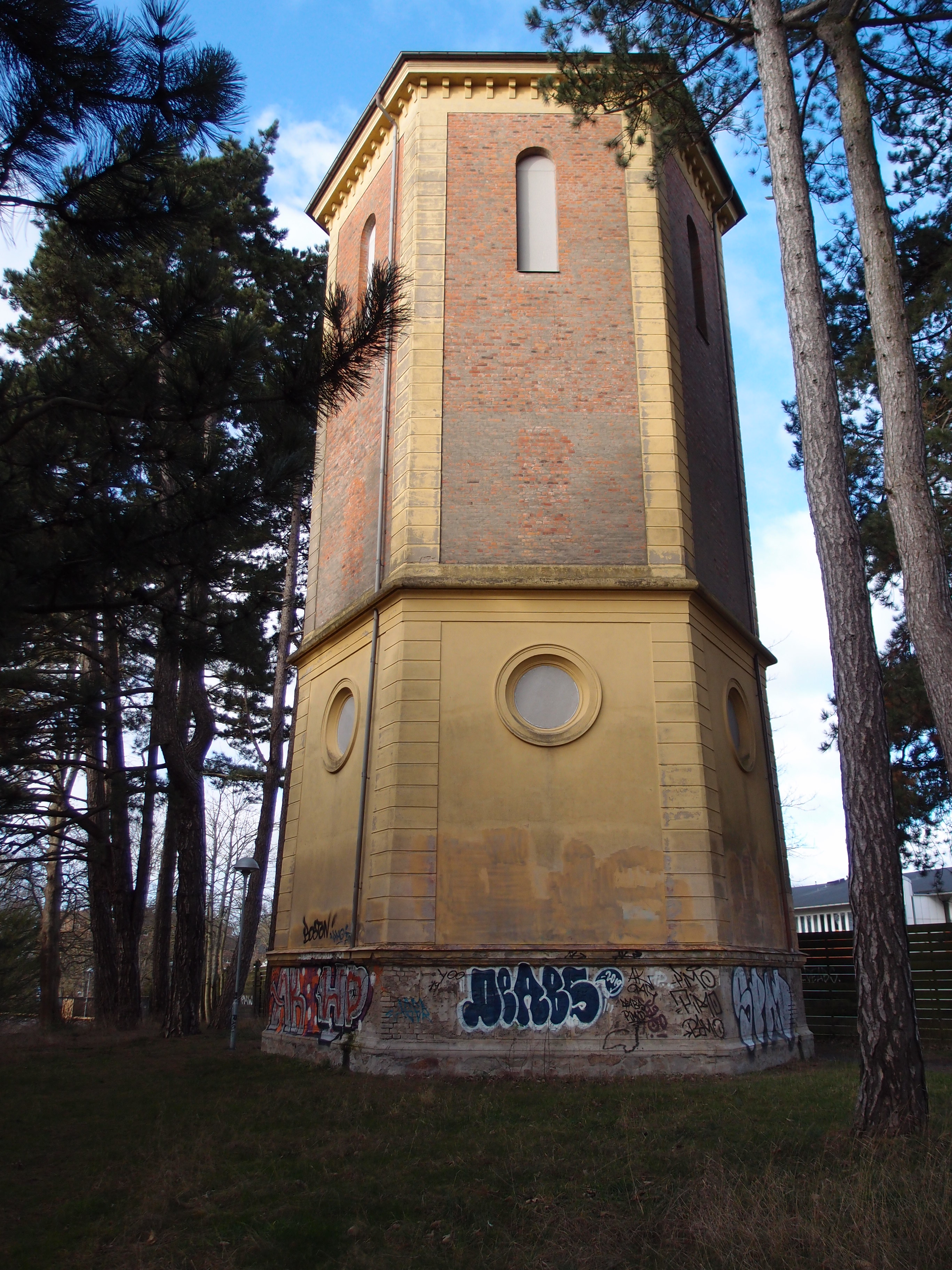
Vattentorn på Sankt Lars-området

Sankt Lars vattentorn på Sankt Lars-området i Lund uppfördes 1878-1879 för att betjäna det nya Lunds hospital, senare kallat S:t Lars sjukhus. Det är beläget i nordöst på områdets högsta punkt. Tornet ritades troligen av arkitekten Axel Kumlien. 1928 förhöjdes överdelen med sju meter genom en tillbyggnad ritad av Carl Westman. 1961 fanns planer på att ytterligare höja tornet, men det bliv inte av.
Det sexkantiga tornet är drygt 20 m högt och är byggt i rött tegel med putsad nederdel. I tornet fanns en tank av järn som rymde 120 m³ vatten. Vattnet togs från Höje å som rinner genom området, renades i ett sand- och grusfilter och pumpades ca 500 m upp till vattentornet.

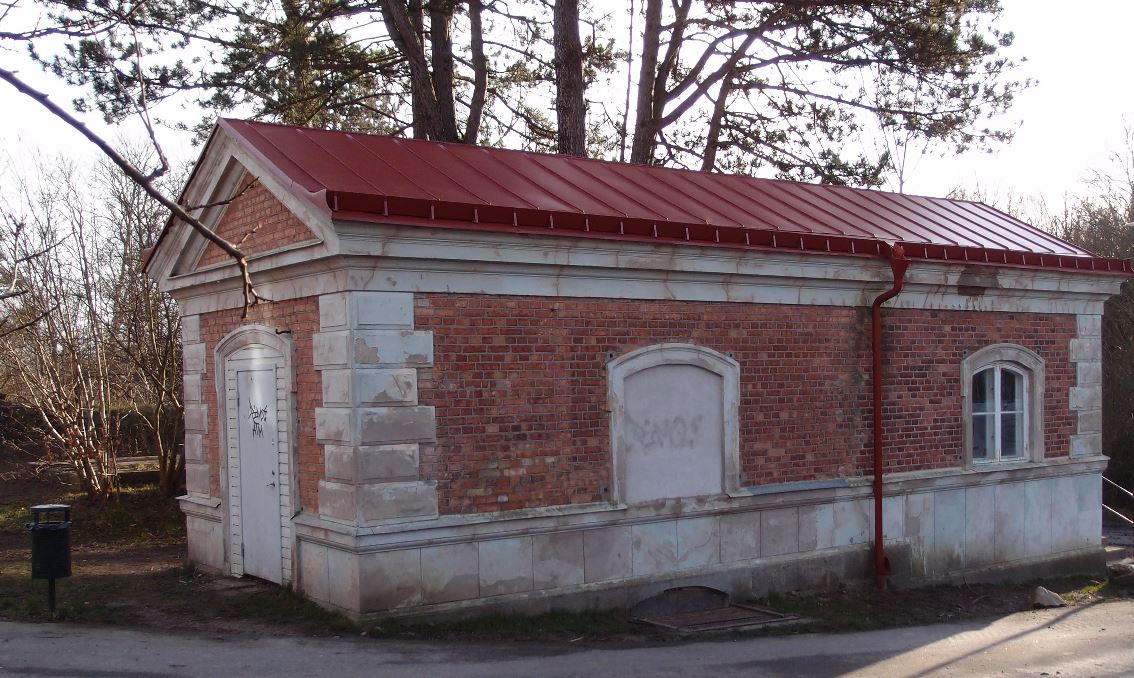
Pumphus vid Höje å på Sankt Lars-området, byggt 1878-1879.

Vattentornet är inte längre i bruk.